# Benoît Pellistrandi
Benoît Pellistrandi, né en 1966, est un historien français.

## Biographie
Benoît Pellistrandi est le fils de Stan Pellistrandi et de l'historienne et théologienne Christine Pellistrandi. Il a été en 1979-1980 « petit rat » de l'opéra de Paris, où il a côtoyé Sylvie Guillem.
Élève du lycée Racine et du lycée Fénelon, il entre à l'École normale supérieure de la rue d'Ulm le 11 juillet 1986. Agrégé d'histoire en 1989, il soutient en 1997 sa thèse d'histoire à l'EHESS, sous la direction de Bernard Vincent. Membre de la Casa de Velázquez en 1995, il est nommé directeur des études de cet établissement par son directeur Jean Canavaggio en 1997. De 1997 à 2005, il y organise plus de 80 colloques et invite plus de 1 000 chercheurs dans cette grande école française à l'étranger.
En 2005, il est nommé professeur en classes préparatoires au lycée Hélène-Boucher à Paris, puis au lycée Condorcet en 2011.
En 2008, il est élu président de l'Association des amis de la Casa de Velazquez. Depuis 2014, il préside l'Association des Amis d'Henri Irénée Marrou.
Historien de l'Espagne, Benoît Pellistrandi est régulièrement invité en Espagne aux côtés des hispanistes les plus prestigieux comme John Elliott et Joseph Pérez. Il est amené régulièrement à commenter l'actualité politique française dans les médias espagnols. En France, il intervient dans la presse écrite et audiovisuelle au sujet de l'Espagne. Dernièrement, il a exprimé ses doutes sur le procès d'immersion linguistique de la Catalogne sur les micros de France Culture. Il s'est également interrogé sur l'existence d'une « nation espagnole » sous un angle politique, religieux et linguistique.

## Controverse
En 2015, la Fédération d'organisations pour la défense de la langue catalane dénonce les propos exprimés par Benoît Pellistrandi, tendant à souligner le sentiment de supériorité des Catalans. Ces déclarations sont exprimées sur une émission de France 5 et relayées par plusieurs médias catalans. À propos de la déclaration d'indépendance prononcée par le gouvernement catalan en octobre 2017, il adhère à la thèse de la déloyauté nationaliste.

## Ouvrages
- La France depuis 1945, Paris, Armand Colin, 1999
- Les relations internationales de 1800 à 1871, Paris, Armand Colin, 2000 (traduction portugaise)
- La historiografia francesa del siglo XX y su acogida en Espana, Madrid, CCV, 2001
- L’Europe du XIXe siècle, Paris, Armand Colin, 2003 (avec Nicolas Bourguinat)
- Un discours national ? : la Real Academia de la Historia entre science et politique (1847-1897), Madrid, BCV, 2005
- L’histoire religieuse en France et en Espagne, Madrid, CCV, 2005
- Les cours de France et d’Espagne au XVIIe siècle, Madrid, CCV, 2007 (avec Chantal Grell)
- L’histoire à l'examen d’entrée à Sciences Po, Paris, Sedes, 2007
- L’histoire culturelle en France et en Espagne, Madrid, CCV, 2008 (avec Jean-François Sirinelli)
- Histoire de l'Espagne : des guerres napoléoniennes à nos jours, Paris, Perrin, 2013
- Le labyrinthe catalan, Paris, Desclée de Brouwer, 2019
- Les fractures de l'Espagne, Paris, Folio Histoire, Gallimard, 2022
- avec Denis Pelletier (dirs.), Jean-Marie Lustiger entre crises et recompositions catholiques (1954-2007), PUR, Rennes, 2022

## Distinctions
- Membre correspondant de l'Académie royale d'histoire de Madrid (juin 2013)
- Commandeur du Mérite civil espagnol (décret du 6 décembre 2017)
- Chevalier de l'ordre des Palmes académiques (nomination de juillet 2018)